# 미국의 주정부
다음은 미국의 주정부에 대한 설명이다.
미국의 주 정부 기구는 연방 정부 기구를 본땄으며, 주정부의 권한은 행정·입법·사법의 3권이 분립되어 있다. 각 주에는 행정의 장으로서 주 지사가 있고, 주지사는 주민의 직접 선거를 통해 선출되며, 임기는 대체로 4년(일부 주는 2년)이다. 의회는 네브래스카주는 단원제를, 그 밖의 다른 주들은 상하 양원제를 채택하고 있다. 대부분의 주에서 상원 의원의 임기는 6년이며, 하원 의원의 임기는 2년이다. 주 정부의 각부(各部)는 연방 정부의 각부와 동등한 기능 및 영역을 지닌다. 주의 판사와 검사 등은 주지사가 임명하기도 하고 선거를 통해 선출하는 주도 있다. 또한 각 주는 연방국방장관의 동의 아래 주 방위권을 가지고 있다. 각 주는 고유의 내정권한을 가지며 연방에 위임한 것 외는 연방에서 간섭할 수 없다. 연방이 새로이 주의 권한을 위임받고자 할 시 구성주 3/4의 동의를 얻어야 한다. (연방 헌법개정도 동일함)
또한 각주는 각주의 선거법에 따라서 연방대통령 선거인단 ,주에 배정된 연방의원을 선출한다

## 행정 구역
주(州,State)는 군(County, 카운티)을 하위 행정기구로 두고, 다시 군은 지방자치단체인 시(City)·읍(Town 또는 Township)·리(Village) 등으로 나뉘는 행정구역을 가지고있다. 이때 일반적으로 주는 중앙정부로 주정부의 입장을 그리고 카운티,시,타운등은 지방정부의 입장을 갖는다고 볼 수 있다. 그러나 카운티는 보다 더 주정부의 입장을 그리고 시,타운등은 보다 더 지방자치단체로서의 성격을 갖는것으로 알려져있다.
한편 미국의 법령체계에서 각 주는 독립국가에 상응하는 주법(State law,state code,州法)을 가지고 있다.